# Fußball-Bundesliga 2010/11
Die Bundesliga 2010/11 war die 48. Spielzeit der höchsten deutschen Spielklasse im Männerfußball. Am 32. von 34 Spieltagen sicherte sich Borussia Dortmund die Meisterschaft.
Die Spielzeit begann am 20. August 2010 mit dem Heimspiel des amtierenden Meisters FC Bayern München gegen den VfL Wolfsburg (2:1) und endete am 14. Mai 2011 mit dem 34. und letzten Spieltag. Gleichzeitig mit der Eliteklasse der DFL startete auch die 2. Bundesliga in die Spielzeit 2010/11. Bereits vier Wochen zuvor wurde vom 23. bis 25. Juli 2010 der erste Spieltag in der 3. Liga ausgetragen. Die Relegationsspiele zwischen dem 16. der Bundesliga, Borussia Mönchengladbach, und dem Dritten der 2. Bundesliga, VfL Bochum fanden am 19. und 25. Mai 2011 statt und endeten 1:0 bzw. 1:1. Damit verblieb Mönchengladbach in Liga 1.
Mit Beginn der Saison 2010/11 wurden ein leicht modifiziertes, neues Bundesligalogo sowie ein einheitlicher Spielball namens Torfabrik eingeführt.
Erstmals seit der Saison 2003/04 spielten wieder zwei Vereine aus einer Stadt (Hamburger SV, FC St. Pauli) in der Bundesliga. Zum ersten Mal in der 20-jährigen Geschichte des Nordostdeutschen Fußballverbandes (NOFV) war in dieser Saison kein Verein aus dem Verbandsgebiet des NOFV in der Bundesliga vertreten.
Der 1. FSV Mainz 05 rückte mit sieben Siegen in Folge seit Saisonstart zu den erfolgreichsten „Startmannschaften“ auf. Bisher hatten dies nur der FC Bayern München (1995/96) und der 1. FC Kaiserslautern (2001/02) geschafft. Jedes Mal wurde am Ende Borussia Dortmund Meister. Am 13. Spieltag stellte Borussia Dortmund durch ein 2:1 in Freiburg einen neuen Rekord auf, da sie als erste Bundesligamannschaft siebenmal in Folge auswärts gewonnen hatten. Bereits nach dem 15. Spieltag stand Dortmund auch als Herbstmeister fest. Am 32. Spieltag wurde Borussia Dortmund durch einen 2:0-Heimsieg gegen den 1. FC Nürnberg und dem gleichzeitigen 2:0-Sieg des 1. FC Köln gegen Verfolger Bayer 04 Leverkusen vorzeitig und zum insgesamt siebten Mal Deutscher Meister.

## Saisonverlauf

### Oberes Tabellendrittel

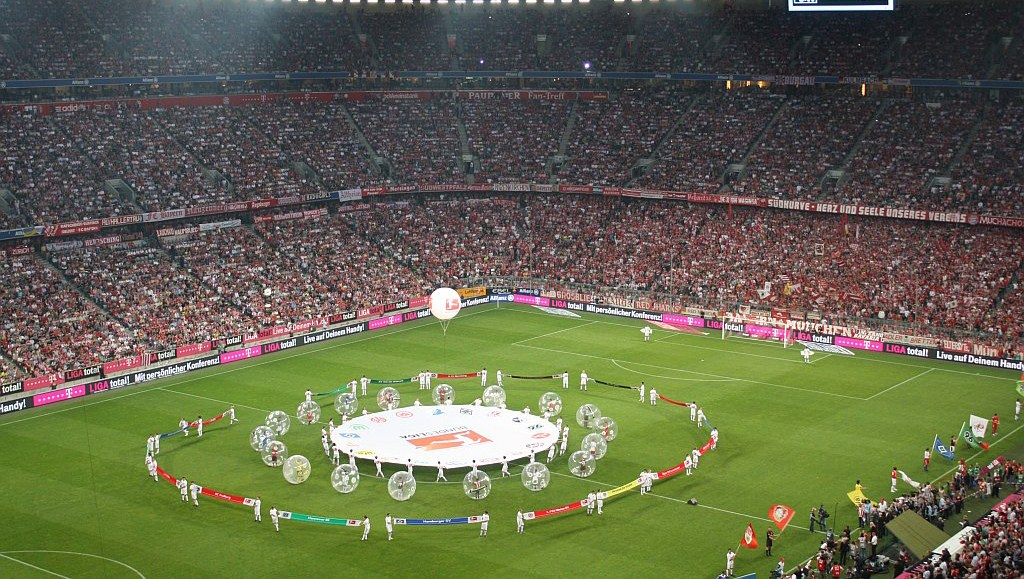
Die Eröffnungsfeier der Saison

Borussia Dortmund unter Trainer Jürgen Klopp begann die Saison stark und gab die Tabellenführung ab dem zehnten Spieltag nicht mehr aus der Hand. Zwar hatte Dortmund bereits im Vorjahr als Tabellenfünfter eine gute Platzierung erreicht, als Favorit galt die junge Mannschaft vor der Spielzeit aber nicht.
Bayer Leverkusen beteiligte sich abermals am Meisterschaftskampf und wurde schließlich zum fünften Mal in der Vereinsgeschichte Vizemeister, wobei der zweite Platz ab dem 19. Spieltag ununterbrochen gehalten worden war. Nach Punkten war es die viertbeste Saison des Vereins aller Zeiten. Trainer Jupp Heynckes wurde noch während der laufenden Saison als Trainer des FC Bayern für die folgende Saison abgeworben.
Der FC Bayern München ging nach der Meisterschaft 2009/10 als haushoher Favorit in die Spielzeit, erwischte dann aber einen äußerst schlechten Saisonstart und kam über den dritten Platz nie hinaus, während der Hinrunde sogar nicht über Platz 5. Bereits am 7. März 2011 wurde bekannt gegeben, dass Trainer Louis van Gaal zur folgenden Saison von Heynckes ersetzt werde. Am 29. Spieltag wurde van Gaal nach einem 1:1 in Nürnberg beurlaubt und sein Co-Trainer Andries Jonker übernahm dessen Aufgaben für die letzten Spiele. Der Vorstand sah die in diesem Jahr besonders wichtige Champions-League-Qualifikation akut gefährdet. Jonker führte den Verein schlussendlich noch auf Champions-League-Platz 3.
Hannover 96 konnte sich gegenüber der Vorjahressaison deutlich verbessern. Unter Trainer Mirko Slomka starteten die Niedersachsen gut und kamen nie tiefer als Platz zehn. Am Ende lieferten sie sich gar ein Duell mit den Bayern um Platz drei. Mit Platz 4 sicherten sich die Niedersachsen die erstmalige Europa-League-Qualifikation und die beste Platzierung der Vereinsgeschichte.
Der 1. FSV Mainz 05 stellte mit sieben Siegen an den ersten sieben Spieltagen den Startrekord der Bayern und des 1. FC Kaiserslautern ein und führte vom vierten bis zum siebten Spieltag die Tabelle an. Danach ließ die von Thomas Tuchel trainierte Mannschaft etwas nach, lag aber nie unter Platz fünf und qualifizierte sich so erstmals für die Europa League. Wie für Hannover war auch für Mainz 2010/2011 die nach Punkten und Platzierung beste Saison der Vereinsgeschichte.
Der 1. FC Nürnberg, der die Klasse im Vorjahr nur durch die Relegation gehalten hatte, startete eher schwach in die Saison. Zur Saisonhälfte brachte der elfte Platz zumindest keine allzu großen Abstiegsängste. Bis zum 25. Spieltag konnten sich die Franken dann jedoch bis auf den sechsten Tabellenplatz hocharbeiten. Mit einem 5:0 gegen den FC St. Pauli gelang der Mannschaft von Dieter Hecking einer der höchsten Bundesligasiege der Vereinsgeschichte; Christian Eigler erzielte in diesem Spiel den einzigen „Viererpack“ der Saison. Am Ende verpasste der Club mit Platz 6 die Europa-League-Qualifikation nur knapp.

### Mittelfeld
Der Aufsteiger 1. FC Kaiserslautern befand sich über weite Strecken der Saison im unteren Tabellendrittel, belegte aber am Ende einen unerwarteten siebten Platz. Am 25. Spieltag belegte der FCK zwar nur den 17. Platz, allerdings konnte diese Schwächephase durch einen starken Saisonendspurt wettgemacht werden. Die Mannschaft konnte unter Marco Kurz sieben seiner letzten neun Spiele gewinnen.
Der Hamburger SV erreichte am Ende Platz acht, um den er in der gesamten Saison herum gependelt war. Am 13. März wurde Armin Veh von seinem Co-Trainer Michael Oenning abgelöst.
Der SC Freiburg geriet unter Trainer Robin Dutt nie in Abstiegsprobleme und lag zwischenzeitlich auf Platz vier. Am 21. März wurde bekannt gegeben, dass Dutt im nächsten Jahr Bayer 04 Leverkusen trainieren wird. Am Ende erreichte er mit den Breisgauern Platz neun.
Der 1. FC Köln hielt sich lange in der Abstiegszone auf. Daher wurde Zvonimir Soldo am 24. Oktober durch Frank Schaefer ersetzt. Dieser trat am 27. April wieder zurück und wurde durch Volker Finke ersetzt. Dieser leitete die restlichen Spiele und sicherte mit einem starken Schlussspurt den Klassenerhalt. Am Ende landete Köln auf Platz 10, die beste Platzierung im Saisonverlauf.
Die TSG 1899 Hoffenheim führte vom ersten bis zum dritten Spieltag die Tabelle an. Danach sank das Team von Ralf Rangnick jedoch immer tiefer ab. Auch Marco Pezzaiuoli, der in der Winterpause neuer Cheftrainer wurde, konnte diesen Trend nicht stoppen. Der elfte Platz am letzten Spieltag war der schlechteste der gesamten Saison.

### Abstiegskampf
Der VfB Stuttgart blieb wie viele als stark eingestufte Mannschaften weit hinter den eigenen Ansprüchen zurück. Schon nach dem ersten Spieltag lagen die Schwaben auf dem 16. Tabellenplatz, insgesamt lagen sie zwanzig Spiele auf einem Abstiegs- oder Relegationsplatz, mit dem Tiefpunkt am 22. Spieltag, als den VfB vier Punkte von Platz 16 trennten. Trainer Christian Gross wurde am 13. Oktober durch Interimstrainer Jens Keller ersetzt, diesem folgte zwei Monate später Bruno Labbadia. Dieser holte in der Rückrunde starke 30 Punkte und der VfB sicherte sich am vorletzten Spieltag mit einem 2:1 gegen Hannover den Klassenerhalt und Platz 12.
Werder Bremen belegte unter Thomas Schaaf nach dem dritten Platz der Vorsaison diesmal nur den für Werder enttäuschenden Rang 13. Nach dem ersten Spieltag hatte der Verein am Tabellenende gelegen, nach den Spieltagen 20 und 24 auf dem Relegationsplatz.
Der FC Schalke 04 ging als Vizemeister in die Saison. Dennoch hatte der Trainer Felix Magath die Mannschaft sehr stark umgebaut und dabei etwa Stars wie Raúl, Klaas-Jan Huntelaar oder Christoph Metzelder nach Gelsenkirchen geholt. Der Verein verbrachte trotz vieler Transfers jedoch fast die gesamte Hinrunde auf oder knapp über den Abstiegsplätzen. Erst ab dem 16. Spieltag stabilisierte sich die Mannschaft um den zehnten Platz. Am 16. März wurde Magath von seinen Aufgaben entbunden. Seppo Eichkorn wurde zum Interimstrainer, danach gelang die Verpflichtung des zuvor bei Hoffenheim entlassenen Ralf Rangnick. Unter ihm belegte der Verein am Ende den 14. Tabellenplatz. Während Schalke in der Bundesliga enttäuschte, spielte man in den anderen Wettbewerben umso stärker: S04 gewann den DFB-Pokal durch ein 5:0-Finalsieg gegen den MSV Duisburg und in der Champions League stieß man völlig überraschend ins Halbfinale vor, nachdem Schalke im Viertelfinale den amtierenden Sieger Inter Mailand aus dem Wettbewerb warf. Im Halbfinale schied man letztendlich gegen Manchester United aus.
Der VfL Wolfsburg, zwei Saisons zuvor noch Meister, spielte eine schwache Saison und geriet am Ende in konkrete Abstiegsnot. Steve McClaren, der erste englische Trainer der Bundesligageschichte, wurde am 7. Februar durch Pierre Littbarski ersetzt. Am 18. März folgte Meistertrainer Felix Magath, nur zwei Tage, nachdem dieser bei Schalke 04 von seinen Aufgaben entbunden worden war. Mit Rang 15 gelang am Saisonende knapp der direkte Klassenerhalt.
Borussia Mönchengladbach war vom 13. bis zum 30. Spieltag Tabellenletzter gewesen und galt als sicherer Abstiegskandidat, konnte sich dann aber doch noch durch einen starken Endspurt von drei Siegen in Folge gegen den designierten deutschen Meister Borussia Dortmund (1:0), in Hannover (1:0) sowie gegen den SC Freiburg (2:0) auf den Relegationsplatz retten und dort gegen den VfL Bochum bestehen. Michael Frontzeck war dabei am 13. Februar entlassen und durch Lucien Favre ersetzt worden.
Eintracht Frankfurt startete unter Michael Skibbe eher schwach, erreichte jedoch am elften Spieltag den Saisonbestwert von Platz 4. Zur Winterpause stand die SGE auf Platz 7. Doch ab Beginn der Rückrunde ging es stetig bergab, was die Entlassung des Trainers am 22. März und die Verpflichtung von Christoph Daum nicht ändern konnte. Am Ende der Saison landete Frankfurt auf Platz 17 und stieg direkt in die 2. Liga ab. In der historisch schlechten Rückrunde mit viel Verletzungspech schaffte die Eintracht nur einen Sieg und erzielte nur 8 Tore in den 17 Spielen, dabei konnte man vom 18. bis 25. Spieltag kein Tor erzielen.
Der von Holger Stanislawski trainierte Aufsteiger FC St. Pauli galt als krasser Außenseiter in der Liga. Trotzdem startete St. Pauli für seine Verhältnisse eigentlich ordentlich in die Saison. Nach dem 1:0-Sieg im Nachholspiel gegen Stadtrivale Hamburger SV belegte St. Pauli mit 28 Punkten aus 22 Spielen Platz 11. Aus den letzten 12 Spielen aber holte St. Pauli nur noch einen Punkt und stieg am Ende als Letzter ab.

## Statistiken

### Abschlusstabelle

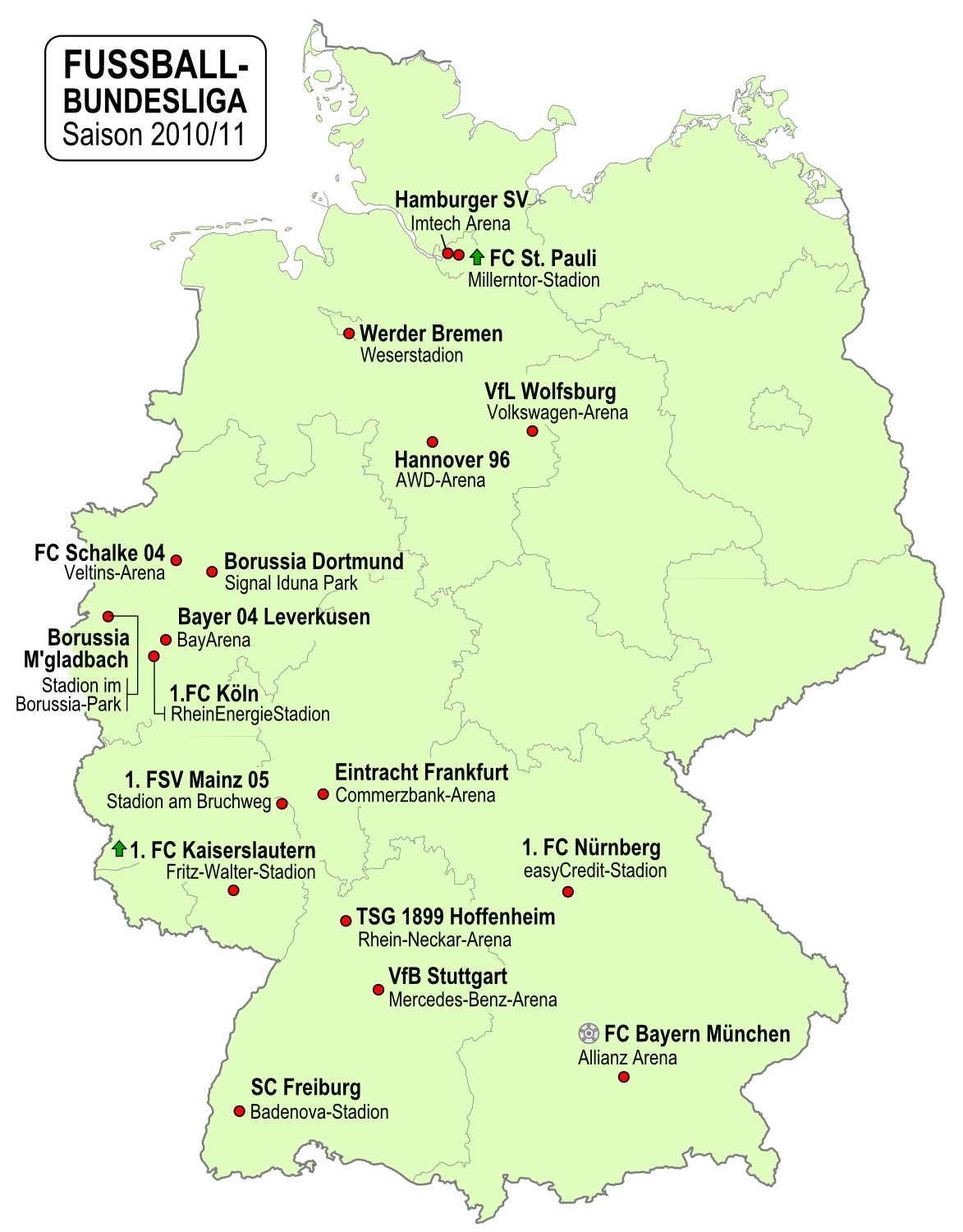
Teilnehmende Vereine im Überblick

| Pl. | Verein                   | Sp. | S  | U  | N  | Tore    | Diff. | Punkte |
| --- | ------------------------ | --- | -- | -- | -- | ------- | ----- | ------ |
| 1.  | Borussia Dortmund        | 34  | 23 | 6  | 5  | 067:220 | +45   | 75     |
| 2.  | Bayer 04 Leverkusen      | 34  | 20 | 8  | 6  | 064:440 | +20   | 68     |
| 3.  | FC Bayern München (M, P) | 34  | 19 | 8  | 7  | 081:400 | +41   | 65     |
| 4.  | Hannover 96              | 34  | 19 | 3  | 12 | 049:450 | +4    | 60     |
| 5.  | 1. FSV Mainz 05          | 34  | 18 | 4  | 12 | 052:390 | +13   | 58     |
| 6.  | 1. FC Nürnberg (R)       | 34  | 13 | 8  | 13 | 047:450 | +2    | 47     |
| 7.  | 1. FC Kaiserslautern (N) | 34  | 13 | 7  | 14 | 048:510 | −3    | 46     |
| 8.  | Hamburger SV             | 34  | 12 | 9  | 13 | 046:520 | −6    | 45     |
| 9.  | SC Freiburg              | 34  | 13 | 5  | 16 | 041:500 | −9    | 44     |
| 10. | 1. FC Köln               | 34  | 13 | 5  | 16 | 047:620 | −15   | 44     |
| 11. | TSG 1899 Hoffenheim      | 34  | 11 | 10 | 13 | 050:500 | ±0    | 43     |
| 12. | VfB Stuttgart            | 34  | 12 | 6  | 16 | 060:590 | +1    | 42     |
| 13. | Werder Bremen            | 34  | 10 | 11 | 13 | 047:610 | −14   | 41     |
| 14. | FC Schalke 04            | 34  | 11 | 7  | 16 | 038:440 | −6    | 40     |
| 15. | VfL Wolfsburg            | 34  | 9  | 11 | 14 | 043:480 | −5    | 38     |
| 16. | Borussia Mönchengladbach | 34  | 10 | 6  | 18 | 048:650 | −17   | 36     |
| 17. | Eintracht Frankfurt      | 34  | 9  | 7  | 18 | 031:490 | −18   | 34     |
| 18. | FC St. Pauli (N)         | 34  | 8  | 5  | 21 | 035:680 | −33   | 29     |

| (M) | Deutscher Meister 2009/10     |
| (P) | DFB-Pokal-Sieger 2009/10      |
| (R) | Sieger der Relegation 2009/10 |
| (N) | Aufsteiger der Saison 2009/10 |

### Kreuztabelle
Die Kreuztabelle stellt die Ergebnisse aller Spiele dieser Saison dar. Die Heimmannschaft ist in der linken Spalte, die Gastmannschaft in der oberen Zeile aufgelistet.
| 2010/11                  | Borussia Dortmund | Bayer 04 Leverkusen | FC Bayern München | Hannover 96 | FSV Mainz 05 | 1. FC Nürnberg | 1. FC Kaiserslautern | Hamburger SV | SC Freiburg | 1. FC Köln | TSG 1899 Hoffenheim | VfB Stuttgart | Werder Bremen | FC Schalke 04 | VfL Wolfsburg | Borussia Mönchengladbach | Eintracht Frankfurt | FC St. Pauli |
| ------------------------ | ----------------- | ------------------- | ----------------- | ----------- | ------------ | -------------- | -------------------- | ------------ | ----------- | ---------- | ------------------- | ------------- | ------------- | ------------- | ------------- | ------------------------ | ------------------- | ------------ |
| Borussia Dortmund        |                   | 0:2                 | 2:0               | 4:1         | 1:1          | 2:0            | 5:0                  | 2:0          | 3:0         | 1:0        | 1:1                 | 1:1           | 2:0           | 0:0           | 2:0           | 4:1                      | 3:1                 | 2:0          |
| Bayer 04 Leverkusen      | 1:3               |                     | 1:1               | 2:0         | 0:1          | 0:0            | 3:1                  | 1:1          | 2:2         | 3:2        | 2:1                 | 4:2           | 2:2           | 2:0           | 3:0           | 3:6                      | 2:1                 | 2:1          |
| FC Bayern München        | 1:3               | 5:1                 |                   | 3:0         | 1:2          | 3:0            | 5:1                  | 6:0          | 4:2         | 0:0        | 4:0                 | 2:1           | 0:0           | 4:1           | 2:1           | 1:0                      | 4:1                 | 3:0          |
| Hannover 96              | 0:4               | 2:2                 | 3:1               |             | 2:0          | 3:1            | 3:0                  | 3:2          | 3:0         | 2:1        | 2:0                 | 2:1           | 4:1           | 0:1           | 1:0           | 0:1                      | 2:1                 | 0:1          |
| 1. FSV Mainz 05          | 0:2               | 0:1                 | 1:3               | 0:1         |              | 3:0            | 2:1                  | 0:1          | 1:1         | 2:0        | 4:2                 | 2:0           | 1:1           | 0:1           | 0:1           | 1:0                      | 3:0                 | 2:1          |
| 1. FC Nürnberg           | 0:2               | 1:0                 | 1:1               | 3:1         | 0:0          |                | 1:3                  | 2:0          | 1:2         | 3:1        | 1:2                 | 2:1           | 1:3           | 2:1           | 2:1           | 0:1                      | 3:0                 | 5:0          |
| 1. FC Kaiserslautern     | 1:1               | 0:1                 | 2:0               | 0:1         | 0:1          | 0:2            |                      | 1:1          | 2:1         | 1:1        | 2:2                 | 3:3           | 3:2           | 5:0           | 0:0           | 3:0                      | 0:3                 | 2:0          |
| Hamburger SV             | 1:1               | 2:4                 | 0:0               | 0:0         | 2:4          | 1:1            | 2:1                  |              | 0:2         | 6:2        | 2:1                 | 4:2           | 4:0           | 2:1           | 1:3           | 1:1                      | 1:0                 | 0:1          |
| SC Freiburg              | 1:2               | 0:1                 | 1:2               | 1:3         | 1:0          | 1:1            | 2:1                  | 1:0          |             | 3:2        | 3:2                 | 2:1           | 1:3           | 1:2           | 2:1           | 3:0                      | 0:0                 | 1:3          |
| 1. FC Köln               | 1:2               | 2:0                 | 3:2               | 4:0         | 4:2          | 1:0            | 1:3                  | 3:2          | 1:0         |            | 1:1                 | 1:3           | 3:0           | 2:1           | 1:1           | 0:4                      | 1:0                 | 1:0          |
| TSG 1899 Hoffenheim      | 1:0               | 2:2                 | 1:2               | 4:0         | 1:2          | 1:1            | 3:2                  | 0:0          | 0:1         | 1:1        |                     | 1:2           | 4:1           | 2:0           | 1:3           | 3:2                      | 1:0                 | 2:2          |
| VfB Stuttgart            | 1:3               | 1:4                 | 3:5               | 2:1         | 1:0          | 1:4            | 2:4                  | 3:0          | 0:1         | 0:1        | 1:1                 |               | 6:0           | 1:0           | 1:1           | 7:0                      | 1:2                 | 2:0          |
| Werder Bremen            | 2:0               | 2:2                 | 1:3               | 1:1         | 0:2          | 2:3            | 1:2                  | 3:2          | 2:1         | 4:2        | 2:1                 | 1:1           |               | 1:1           | 0:1           | 1:1                      | 0:0                 | 3:0          |
| FC Schalke 04            | 1:3               | 0:1                 | 2:0               | 1:2         | 1:3          | 1:1            | 0:1                  | 0:1          | 1:0         | 3:0        | 0:1                 | 2:2           | 4:0           |               | 1:0           | 2:2                      | 2:1                 | 3:0          |
| VfL Wolfsburg            | 0:3               | 2:3                 | 1:1               | 2:0         | 3:4          | 1:2            | 1:2                  | 0:1          | 2:1         | 4:1        | 2:2                 | 2:0           | 0:0           | 2:2           |               | 2:1                      | 1:1                 | 2:2          |
| Borussia Mönchengladbach | 1:0               | 1:3                 | 3:3               | 1:2         | 2:3          | 1:1            | 0:1                  | 1:2          | 2:0         | 5:1        | 2:0                 | 2:3           | 1:4           | 2:1           | 1:1           |                          | 0:4                 | 1:2          |
| Eintracht Frankfurt      | 1:0               | 0:3                 | 1:1               | 0:3         | 2:1          | 2:0            | 0:0                  | 1:3          | 0:1         | 0:2        | 0:4                 | 0:2           | 1:1           | 0:0           | 3:1           | 0:1                      |                     | 2:1          |
| FC St. Pauli             | 1:3               | 0:1                 | 1:8               | 0:1         | 2:4          | 3:2            | 1:0                  | 1:1          | 2:2         | 3:0        | 0:1                 | 1:2           | 1:3           | 0:2 1         | 1:1           | 3:1                      | 1:3                 |              |

### Relegation
Die beiden Relegationsspiele zwischen dem Sechzehnten der Bundesliga und dem Dritten der 2. Bundesliga wurden am 19. Mai 2011 und am 25. Mai 2011 ausgetragen und live im Ersten ausgestrahlt.
| Datum        |                          | Ergebnis  | \|Tore                                                                      |
| ------------ | ------------------------ | --------- | --------------------------------------------------------------------------- |
| 19. Mai 2011 | Borussia Mönchengladbach | 1:0 (0:0) | VfL Bochum \|\| 1:0 de Camargo (90.+3')                                     |
| 25. Mai 2011 | VfL Bochum               | 1:1 (1:0) | Borussia Mönchengladbach \|\| 1:0 Nordtveit (24., Eigentor), 1:1 Reus (72.) |
| Gesamt:      | Borussia Mönchengladbach | 2:1       | VfL Bochum \|                                                               |

### Torschützenliste

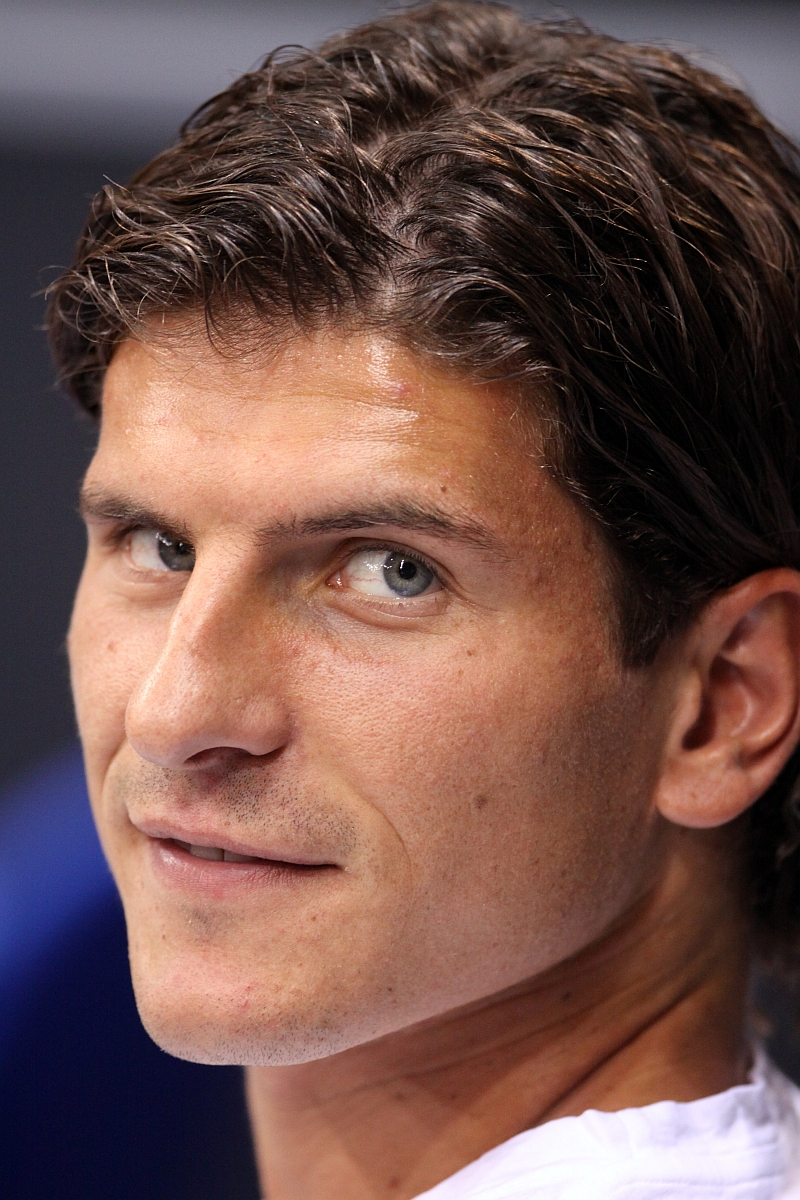
Torschützenkönig und bester Scorer: Mario Gómez

| Pl. | Nat.           | Spieler            | Verein               | Tore |
| --- | -------------- | ------------------ | -------------------- | ---- |
| 1   | Deutschland    | Mario Gómez        | FC Bayern München    | 28   |
| 2   | Senegal        | Papiss Demba Cissé | SC Freiburg          | 22   |
| 3   | Slowenien      | Milivoje Novakovič | 1. FC Köln           | 17   |
| 4   | Paraguay 1990  | Lucas Barrios      | Borussia Dortmund    | 16   |
|     | Griechenland   | Theofanis Gekas    | Eintracht Frankfurt  | 16   |
|     | Kroatien       | Srđan Lakić        | 1. FC Kaiserslautern | 16   |
| 7   | Deutschland    | André Schürrle     | 1. FSV Mainz 05      | 15   |
| 8   | Elfenbeinküste | Didier Ya Konan    | Hannover 96          | 14   |
| 9   | Deutschland    | Lukas Podolski     | 1. FC Köln           | 13   |
|     | Spanien        | Raúl               | FC Schalke 04        | 13   |

### Scorerliste
| Pl. | Nat.           | Spieler            | Verein                   | Gesamt | Tore | Vorlagen |
| --- | -------------- | ------------------ | ------------------------ | ------ | ---- | -------- |
| 1   | Deutschland    | Mario Gómez        | FC Bayern München        | 30     | 28   | 02       |
| 2   | Deutschland    | Thomas Müller      | FC Bayern München        | 23     | 12   | 11       |
| 3   | Senegal        | Papiss Demba Cissé | SC Freiburg              | 22     | 22   | 0        |
| 4   | Chile          | Arturo Vidal       | Bayer 04 Leverkusen      | 21     | 10   | 11       |
| 5   | Slowenien      | Milivoje Novakovič | 1. FC Köln               | 20     | 17   | 03       |
|     | Niederlande    | Arjen Robben       | FC Bayern München        | 20     | 12   | 08       |
|     | Elfenbeinküste | Didier Ya Konan    | Hannover 96              | 20     | 14   | 06       |
| 8   | Deutschland    | André Schürrle     | 1. FSV Mainz 05          | 19     | 15   | 04       |
|     | Deutschland    | Christian Tiffert  | 1. FC Kaiserslautern     | 19     | 02   | 17       |
| 10  | Paraguay 1990  | Lucas Barrios      | Borussia Dortmund        | 18     | 16   | 02       |
|     | Griechenland   | Theofanis Gekas    | Eintracht Frankfurt      | 18     | 16   | 02       |
|     | Deutschland    | Marco Reus         | Borussia Mönchengladbach | 18     | 10   | 08       |
|     | Frankreich     | Franck Ribéry      | FC Bayern München        | 18     | 07   | 11       |

### Meiste Torvorlagen

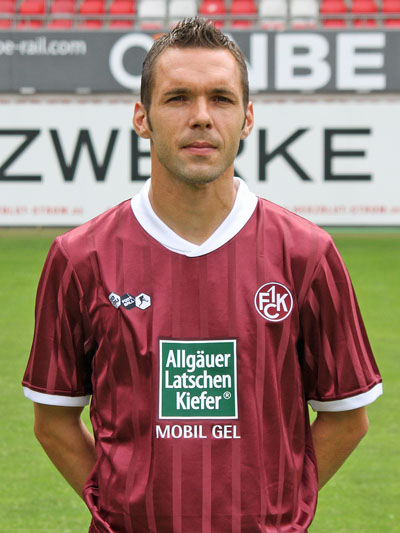
Christian Tiffert gab die meisten Torvorlagen

| Pl. | Nat.        | Spieler           | Verein                   | Vorlagen |
| --- | ----------- | ----------------- | ------------------------ | -------- |
| 1   | Deutschland | Christian Tiffert | 1. FC Kaiserslautern     | 17       |
| 2   | Deutschland | Mario Götze       | Borussia Dortmund        | 11       |
|     | Deutschland | Thomas Müller     | FC Bayern München        | 11       |
|     | Frankreich  | Franck Ribéry     | FC Bayern München        | 11       |
|     | Chile       | Arturo Vidal      | Bayer 04 Leverkusen      | 11       |
| 6   | Brasilien   | Diego             | VfL Wolfsburg            | 09       |
|     | Turkei      | Mehmet Ekici      | 1. FC Nürnberg           | 09       |
|     | Deutschland | Marko Marin       | Werder Bremen            | 09       |
|     | Brasilien   | Zé Roberto        | Hamburger SV             | 09       |
| 10  | Deutschland | Gonzalo Castro    | Bayer 04 Leverkusen      | 08       |
|     | Osterreich  | Christian Fuchs   | 1. FSV Mainz 05          | 08       |
|     | Deutschland | Lewis Holtby      | 1. FSV Mainz 05          | 08       |
|     | Deutschland | Marco Reus        | Borussia Mönchengladbach | 08       |
|     | Niederlande | Arjen Robben      | FC Bayern München        | 08       |
|     | Turkei      | Nuri Şahin        | Borussia Dortmund        | 08       |

### Zuschauertabelle

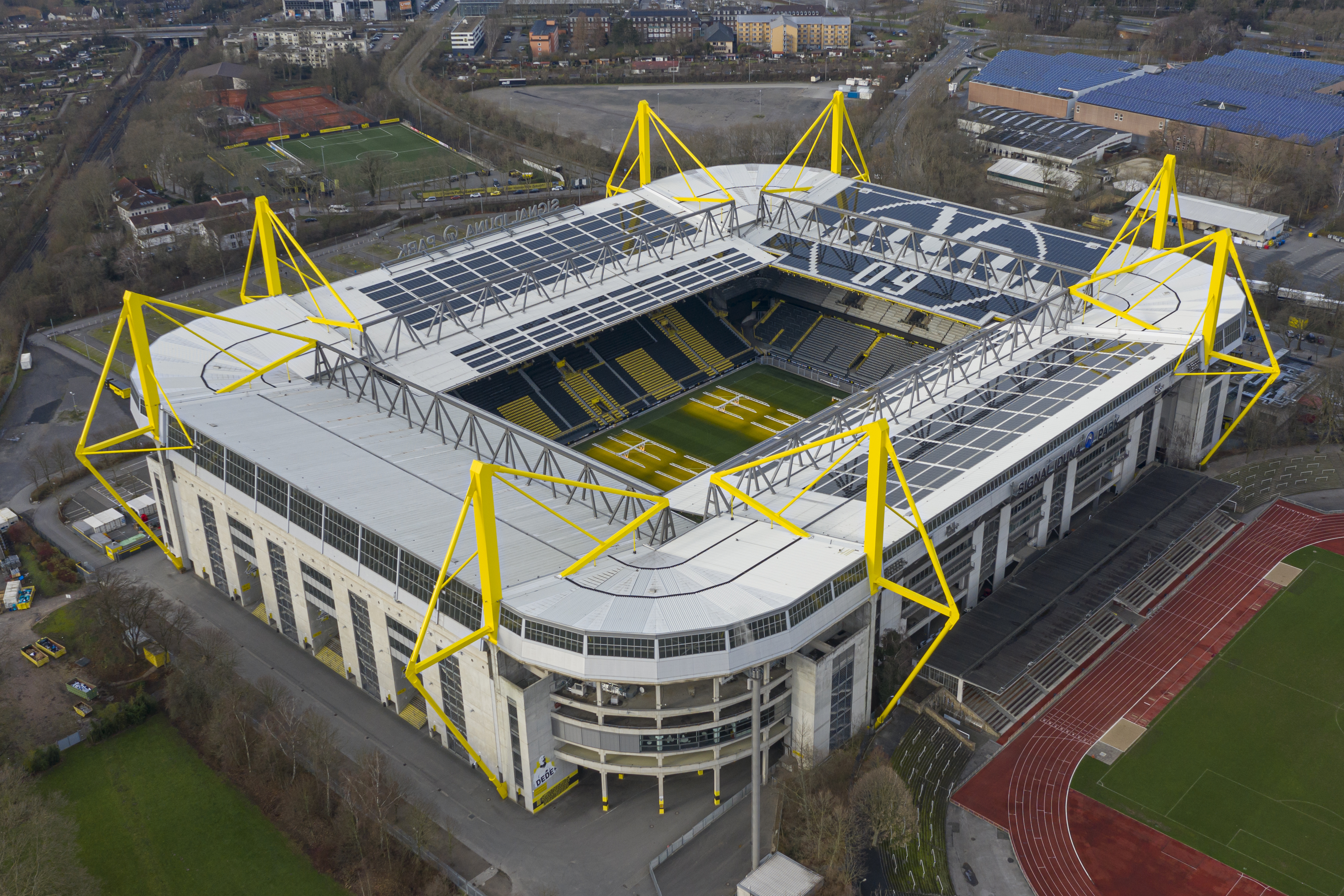
Der höchste Zuschauerschnitt der Liga lag im Westfalenstadion bei 79.151

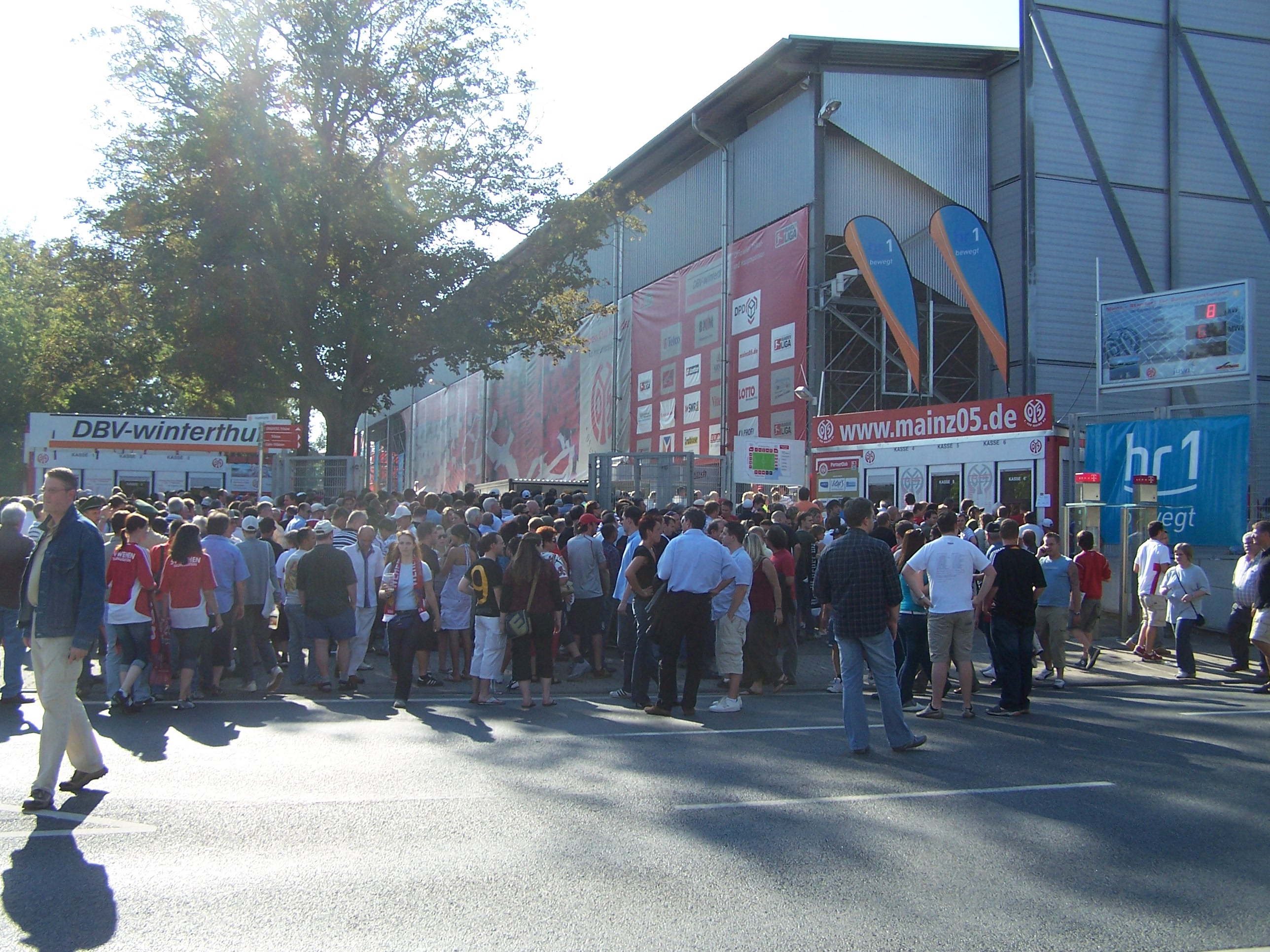
Den niedrigsten Schnitt hatte mit 20.182 Besuchern pro Spiel der 1. FSV Mainz 05, sicher auch aufgrund des kleinsten Stadions der Liga

Mit 1.345.560 Besuchern in der gesamten Saison hatte Borussia Dortmund erneut die meisten Zuschauer und übertraf damit die Zahl aus der Vorsaison mit 1.313.208 Zuschauern.
|     | Verein                   | Zuschauer  | pro Spiel | Auslastung 2 | ausverkauft |
| --- | ------------------------ | ---------- | --------- | ------------ | ----------- |
| 01. | Borussia Dortmund        | 1.345.560  | 79.151    | 098,06 %     | 13/17       |
| 02. | FC Bayern München        | 1.173.000  | 69.000    | 100,00 %     | 17/17       |
| 03. | FC Schalke 04            | 1.042.446  | 61.320    | 099,43 %     | 11/17       |
| 04. | Hamburger SV             | 925.579    | 54.446    | 095,52 %     | 08/17       |
| 05. | 1. FC Köln               | 812.300    | 47.782    | 095,56 %     | 08/17       |
| 06. | Eintracht Frankfurt      | 805.200    | 47.365    | 091,97 %     | 07/17       |
| 07. | 1. FC Kaiserslautern     | 788.665    | 46.392    | 093,19 %     | 06/17       |
| 08. | Borussia Mönchengladbach | 768.207    | 45.189    | 083,60 %     | 02/17       |
| 09. | Hannover 96              | 746.345    | 43.903    | 089,60 %     | 06/17       |
| 10. | 1. FC Nürnberg           | 714.337    | 42.020    | 086,55 %     | 06/17       |
| 11. | VfB Stuttgart            | 663.700    | 39.041    | 096,40 %     | 08/17       |
| 12. | Werder Bremen            | 635.232    | 37.367    | 092,04 %     | 11/17       |
| 13. | TSG 1899 Hoffenheim      | 507.800    | 29.871    | 099,03 %     | 12/17       |
| 14. | VfL Wolfsburg            | 491.079    | 28.887    | 096,29 %     | 10/17       |
| 15. | Bayer 04 Leverkusen      | 486.764    | 28.633    | 094,78 %     | 09/17       |
| 16. | FC St. Pauli             | 412.393    | 24.258    | 099,06 %     | 11/17       |
| 17. | SC Freiburg              | 391.300    | 23.018    | 095,91 %     | 10/17       |
| 18. | 1. FSV Mainz 05          | 343.100    | 20.182    | 099,42 %     | 14/17       |
| –   | GESAMT                   | 13.053.007 | 42.657    | 094,61 %     | 169/306     |

## Spielstätten
| Verein                   | Stadion (Sponsorenname)              | Kapazität |                     | Verein                            | Stadion (Sponsorenname) | Kapazität |
| Borussia Dortmund        | Westfalenstadion (Signal Iduna Park) | 80.720    | 1. FC Nürnberg      | Easycredit-Stadion                | 48.553                  |           |
| FC Bayern München        | Allianz Arena                        | 69.901    | Werder Bremen       | Weserstadion                      | 142.354 1               |           |
| FC Schalke 04            | Veltins-Arena                        | 61.673    | VfB Stuttgart       | Mercedes-Benz Arena               | 139.000 1               |           |
| Hamburger SV             | Volksparkstadion (Imtech Arena)      | 57.000    | Bayer 04 Leverkusen | BayArena                          | 30.210                  |           |
| Borussia Mönchengladbach | Borussia-Park                        | 54.057    | TSG 1899 Hoffenheim | Rhein-Neckar-Arena                | 30.150                  |           |
| Eintracht Frankfurt      | Commerzbank-Arena                    | 52.500    | VfL Wolfsburg       | Volkswagen Arena                  | 30.000                  |           |
| 1. FC Köln               | Rheinenergiestadion                  | 50.000    | SC Freiburg         | Dreisamstadion (Badenova-Stadion) | 25.000                  |           |
| 1. FC Kaiserslautern     | Fritz-Walter-Stadion                 | 49.780    | FC St. Pauli        | Millerntor-Stadion                | 24.487                  |           |
| Hannover 96              | AWD-Arena                            | 49.000    | 1. FSV Mainz 05     | Bruchwegstadion                   | 20.300                  |           |

1 Umbau

## Sponsoren
| Platz | Verein                   | Sponsor                                         | Summe         | Ausrüster       |
| ----- | ------------------------ | ----------------------------------------------- | ------------- | --------------- |
| 1.    | FC Bayern München        | Deutsche Telekom (Telekommunikation)            | 0 20,0 Mio. € | adidas          |
|       | FC Schalke 04            | Gazprom (Gas- und Ölindustrie)                  | 0 20,0 Mio. € | adidas          |
|       | VfL Wolfsburg            | Volkswagen (Autoindustrie)                      | 0 20,0 Mio. € | adidas          |
| 4.    | Borussia Dortmund        | Evonik (Mischkonzern)                           | 0 15,0 Mio. € | Kappa           |
| 5.    | Werder Bremen            | Targobank (Finanzunternehmen)                   | 00 9,5 Mio. € | Nike            |
| 6.    | Bayer 04 Leverkusen      | TelDaFax (Telekommunikation)                    | 00 6,0 Mio. € | adidas          |
|       | VfB Stuttgart            | Gazi (Lebensmittelindustrie)                    | 00 6,0 Mio. € | Puma            |
| 8.    | Hamburger SV             | Fly Emirates (Fluggesellschaft)                 | 00 5,0 Mio. € | adidas          |
|       | Eintracht Frankfurt      | Fraport (Dienstleister)                         | 00 5,0 Mio. € | JAKO            |
| 10.   | Borussia Mönchengladbach | Postbank (Finanzunternehmen)                    | 00 4,8 Mio. € | Lotto           |
| 11.   | 1. FC Köln               | REWE (Einzelhandel)                             | 00 4,3 Mio. € | Reebok          |
| 12.   | FC St. Pauli             | Ein Platz an der Sonne (Lotterie)               | 00 3,8 Mio. € | Do you Football |
| 13.   | 1. FC Kaiserslautern     | Allgäuer Latschenkiefer (Naturmittelhersteller) | 00 3,0 Mio. € | Do you Football |
| 14.   | 1. FC Nürnberg           | Areva (Nuklearkonzern)                          | 00 2,8 Mio. € | adidas          |
| 15.   | SC Freiburg              | Ehrmann (Molkerei)                              | 00 2,5 Mio. € | Nike            |
|       | Hannover 96              | TUI (Touristikkonzern)                          | 00 2,5 Mio. € | Under Armour    |
|       | 1. FSV Mainz 05          | Entega (Energiedienstleister)                   | 00 2,5 Mio. € | Nike            |
| 18.   | TSG 1899 Hoffenheim      | TV Digital (Programmzeitschrift)                | 00 2,4 Mio. € | Puma            |

## Anstoßzeiten

Schema der Anstoßzeiten

In der Saison 2010/11 wurden die einzelnen Begegnungen eines Spieltages üblicherweise wie in der Vorsaison angepfiffen:
- Freitag um 20:30 Uhr ein Spiel
- Samstag um 15:30 Uhr fünf Spiele
- Samstag um 18:30 Uhr ein Spiel
- Sonntag um 15:30 Uhr ein Spiel
- Sonntag um 17:30 Uhr ein Spiel

Hinzu kaman mehrere Ausnahmeregelungen: Unmittelbar im Anschluss an die Abstellungsperioden der FIFA für Nationalspieler (bis zu sechsmal pro Saison) wurde das Freitagsspiel auf Samstag (15:30 Uhr) verlegt. Zudem wurde bis zu fünfmal pro Saison nach Europa-League-Wochen das Samstagsspiel, das für 18:30 Uhr terminiert war, auf Sonntag (17:30 Uhr) geschoben. Am fünften Spieltag am 21. und 22. September 2010 (Dienstag/Mittwoch) fanden alle Spiele abends um 20:00 Uhr statt, und die letzten beiden Spieltage wurden wie üblich zeitgleich am Samstagnachmittag ausgetragen.

## Die Meistermannschaft von Borussia Dortmund
| 1. | Borussia Dortmund |
|    | - Tor: Roman Weidenfeller (33/-); Mitchell Langerak (1/-) - Abwehr: Marcel Schmelzer (34/-); Łukasz Piszczek (33/-); Mats Hummels (32/5); Neven Subotić (31/1); Felipe Santana (13/-); Patrick Owomoyela (6/-); Dedê (4/-) - Mittelfeld: Kevin Großkreutz (34/8); Mario Götze (33/6); Sven Bender (31/1); Jakub Błaszczykowski (29/3); Nuri Şahin (30/6); Antônio da Silva (22/1); Shinji Kagawa (18/8); Sebastian Kehl (6/-); Markus Feulner (6/-) - Angriff: Robert Lewandowski (33/8); Lucas Barrios (32/16); Mohamed Zidan (8/-); Marco Stiepermann (4/-) - Trainer: Jürgen Klopp |

* Dimitar Rangelow (1/-) hat den Verein während der Saison verlassen.

## Trainer und Funktionäre
| Verein                   | Trainer | Co-Trainer                                                                                                  | Manager/Sportdirektor                                                                             | Präsident/Vorstandschef                                                                                    | Aufsichtsrats-/Verwaltungsratschef                                 |
| ------------------------ | --- | --- | ------------------------------------------------------------------------------------------------- | --- | ------------------------------------------------------------------ |
| Werder Bremen            | Thomas Schaaf | Matthias Hönerbach Wolfgang Rolff                                                                           | Klaus Allofs                                                                                      | Klaus Allofs (kommissarisch)                                                                               | Willi Lemke                                                        |
| Borussia Dortmund        | Jürgen Klopp | Željko Buvač Peter Krawietz Oliver Bartlett                                                                 | Michael Zorc                                                                                      | Reinhard Rauball (Vorsitzender des Vereins) Hans-Joachim Watzke Vorsitzender der Geschäftsführung des KGaA | Winfried Materna                                                   |
| Eintracht Frankfurt      | Michael Skibbe bis 22. März 2011 Christoph Daum ab 23. März 2011                                                     | Eddy Boekamp bis 22. März 2011 Roland Koch ab 23. März 2011                                                 |                                                                                                   | Peter Fischer                                                                                              | Wilhelm Bender                                                     |
| SC Freiburg              | Robin Dutt | Christian Streich Damir Burić                                                                               | Dirk Dufner                                                                                       | Fritz Keller                                                                                               |                                                                    |
| Hamburger SV             | Armin Veh bis 13. März 2011 Michael Oenning (interim) ab 13. März 2011                                               | Michael Oenning bis 13. März 2011 Reiner Geyer bis 13. März 2011 Rodolfo Cardoso (interim) ab 13. März 2011 | Bastian Reinhardt                                                                                 | Bernd Hoffmann bis 16. März 2011 Carl-Edgar Jarchow (kommissarisch) ab 16. März 2011                       | Ernst-Otto-Rieckhoff                                               |
| Hannover 96              | Mirko Slomka | Nestor El Maestro Norbert Düwel                                                                             | Jörg Schmadtke                                                                                    | Martin Kind                                                                                                | Rainer Feuerhake                                                   |
| TSG 1899 Hoffenheim      | Ralf Rangnick bis 1. Januar 2011 Marco Pezzaiuoli ab 1. Januar 2011                                                  | Marcel Lucassen                                                                                             | Ernst Tanner                                                                                      | Peter Hofmann                                                                                              |                                                                    |
| 1. FC Kaiserslautern     | Marco Kurz | Roger Lutz                                                                                                  |                                                                                                   | Stefan Kuntz                                                                                               | Dieter Rombach                                                     |
| 1. FC Köln               | Zvonimir Soldo bis 24. Oktober 2010 Frank Schaefer bis 27. April 2011 Volker Finke ab 27. April 2011(interim)        | Dirk Lottner                                                                                                | Michael Meier bis 29. November 2010 Volker Finke ab 1. Februar 2011                               | Wolfgang Overath                                                                                           | Rolf Martin Schmitz                                                |
| Bayer 04 Leverkusen      | Jupp Heynckes | Peter Hermann                                                                                               | Rudi Völler                                                                                       | Wolfgang Holzhäuser                                                                                        |                                                                    |
| 1. FSV Mainz 05          | Thomas Tuchel | Arno Michels                                                                                                | Christian Heidel                                                                                  | Harald Strutz                                                                                              |                                                                    |
| Borussia Mönchengladbach | Michael Frontzeck bis 13. Februar 2011 Lucien Favre ab 14. Februar 2011                                              | Frank Geideck Manfred Stefes                                                                                | Max Eberl                                                                                         | Rolf Königs                                                                                                | Hermann Jansen                                                     |
| FC Bayern München        | Louis van Gaal bis 9. April 2011 Andries Jonker ab 10. April 2011                                                    | Andries Jonker bis 9. April 2011 Hermann Gerland                                                            | Christian Nerlinger                                                                               | Karl-Heinz Rummenigge                                                                                      | Uli Hoeneß (Aufsichtsratsvorsitzender der AG; Präsident des e. V.) |
| 1. FC Nürnberg           | Dieter Hecking | Armin Reutershahn                                                                                           | Martin Bader                                                                                      | Franz Schäfer                                                                                              | Klaus Schramm                                                      |
| FC Schalke 04            | Felix Magath bis 16. März 2011 Seppo Eichkorn bis 20. März 2011 (interim) Ralf Rangnick ab 21. März 2011             | Seppo Eichkorn Bernd Hollerbach bis 17. März 2011                                                           | Felix Magath bis 16. März 2011 Horst Heldt                                                        | | Clemens Tönnies                                                    |
| FC St. Pauli             | Holger Stanislawski                                                                                                  | André Trulsen                                                                                               | Helmut Schulte                                                                                    | Stefan Orth                                                                                                | Michael Burmester                                                  |
| VfB Stuttgart            | Christian Gross bis 13. Oktober 2010 Jens Keller (Interim) bis 11. Dezember 2010 Bruno Labbadia ab 12. Dezember 2010 | Eddy Sözer Eberhard Trautner Christos Papadopoulos                                                          | Fredi Bobič                                                                                       | Erwin Staudt                                                                                               | Dieter Hundt                                                       |
| VfL Wolfsburg            | Steve McClaren bis 7. Februar 2011 Pierre Littbarski bis 18. März 2011 (Interim) Felix Magath ab 18. März 2011       | Pierre Littbarski Eyjólfur Sverrisson bis 18. März 2011 Bernd Hollerbach ab 18. März 2011                   | Dieter Hoeneß bis 18. März 2011 Felix Magath ab 18. März 2011 (Vorsitzender der Geschäftsführung) | | Francisco Javier Garcia Sanz                                       |

## Eingesetzte Schiedsrichter
| Name              | Geboren       | Landesverband | Anz. d. Spiele |    |   |   | Anmerkung                     |
| ----------------- | ------------- | ------------- | -------------- | -- | - | - | ----------------------------- |
| Deniz Aytekin     | 21. Juli 1978 | Bayern        | 15             | 48 | 4 | 2 | FIFA-Schiedsrichter seit 2011 |
| Felix Brych       | 3. Aug. 1975  | Bayern        | 19             | 63 | 0 | 6 | FIFA-Schiedsrichter           |
| Christian Dingert | 14. Juli 1980 | Südwest       | 8              | 35 | 0 | 0 | Neuling                       |
| Jochen Drees      | 15. März 1970 | Südwest       | 14             | 61 | 1 | 2 |                               |
| Marco Fritz       | 3. Okt. 1977  | Württemberg   | 13             | 42 | 2 | 1 |                               |
| Peter Gagelmann   | 9. Juni 1968  | Bremen        | 19             | 54 | 1 | 2 |                               |
| Manuel Gräfe      | 21. Sep. 1973 | Berlin        | 20             | 72 | 2 | 0 | FIFA-Schiedsrichter           |
| Robert Hartmann   | 8. Sep. 1979  | Bayern        | 3              | 8  | 0 | 0 | Neuling                       |
| Thorsten Kinhöfer | 27. Juni 1968 | Westfalen     | 19             | 69 | 2 | 2 | FIFA-Schiedsrichter           |
| Knut Kircher      | 2. Feb. 1969  | Württemberg   | 19             | 61 | 3 | 1 | FIFA-Schiedsrichter           |
| Florian Meyer     | 21. Nov. 1968 | Niedersachsen | 19             | 61 | 2 | 1 | FIFA-Schiedsrichter           |
| Günter Perl       | 23. Dez. 1969 | Bayern        | 18             | 53 | 0 | 0 |                               |
| Babak Rafati      | 28. Mai 1970  | Niedersachsen | 09             | 24 | 0 | 1 | FIFA-Schiedsrichter           |
| Markus Schmidt    | 31. Aug. 1973 | Württemberg   | 13             | 51 | 0 | 0 |                               |
| Marc Seemann      | 20. Apr. 1973 | Niederrhein   | 03             | 09 | 0 | 0 | letzte Bundesligasaison       |
| Peter Sippel      | 6. Okt. 1969  | Bayern        | 14             | 47 | 1 | 1 | FIFA-Schiedsrichter           |
| Wolfgang Stark    | 20. Nov. 1969 | Bayern        | 19             | 51 | 2 | 6 | FIFA-Schiedsrichter           |
| Michael Weiner    | 21. März 1969 | Niedersachsen | 16             | 66 | 4 | 2 | FIFA-Schiedsrichter           |
| Tobias Welz       | 11. Juli 1977 | Hessen        | 8              | 27 | 0 | 2 | Neuling                       |
| Markus Wingenbach | 26. Nov. 1978 | Rheinland     | 08             | 30 | 0 | 1 | Neuling                       |
| Guido Winkmann    | 27. Nov. 1973 | Niederrhein   | 15             | 62 | 1 | 1 |                               |
| Felix Zwayer      | 19. Mai 1981  | Berlin        | 15             | 44 | 0 | 1 |                               |